# Sísifo
En la mitología griega, Sísifo (Σίσυφος) fue fundador y rey de Éfira, más tarde conocida como Corinto; si es que no es cierto que heredó el trono de Medea. Era uno de los siete hijos de Eolo y Enareta, y esposo de Mérope, hija de Atlante. Sísifo era un ejemplo de rey impío y  es conocido por su castigo ejemplar que fue empujar una piedra cuesta arriba por una montaña pero, antes de llegar a la cima, volvía a rodar hacia abajo, hecho que se repetía una y otra vez como ejemplo de lo frustrante y absurdo del proceso. El término «trabajo de Sísifo», que se utiliza en la actualidad para describir un trabajo duro que debe hacerse una y otra vez, tiene su origen en el castigo de Sísifo. Sísifo era notable por su astucia, pero ni siquiera él supo prever a Autólico, que le robaba su ganado.

## Familia
Por su esposa Mérope, Sísifo fue padre de Glauco. En el Catálogo de mujeres se nos cuenta que Sísifo llegó a la corte de Etón para solicitar a su hija Mestra en matrimonio con Glauco. Surgió una disputa entre ambos, ya que Mestra, que tenía la habilidad de cambiar de forma, escapó del palacio de Sísifo de vuelta junto a su padre. Sísifo, sintiéndose estafado después de entregar una ingente dote de ganado a cambio de Mestra, volvió para reclamar a su nuera. Como ninguno de los litigantes cedía tuvo lugar un tribunal divino, y al final Sísifo desistió. Esta vez llevó a su hijo a la corte de Niso en Megara, donde consiguió desposar a Glauco con Eurínome. No obstante Zeus había decretado que la semilla de Sísifo no quedara en la tierra, y así Eurínome dio a luz a Belerofonte, pero por obra de Poseidón.
Pausanias nos dice que Sísifo fue padre (implícitamente con Mérope porque nunca se le asocia otra consorte) de cuatro hijos: Glauco, Ornitión, Tersandro y Almo. En un escolio se nos dice que tuvo en cambio dos hijos, Almo y Porfirión, y que Almo es el abuelo materno de Minias. O bien Sísifo fue el padre de Minias. Los tragediógrafos ya imaginaron a Sísifo como padre de Odiseo con Anticlea antes de que se casase ella con su último marido: Laertes. Higino es el único autor que nos habla de la disputa de Sísifo y su hermano Salmoneo, a causa de Tiro, pues los dos hijos de ésta con Sísifo estarían destinados a acabar con su padre.

## Descripción
Se decía que había fundado los Juegos Ístmicos en honor a Melicertes, cuyo cuerpo había encontrado tendido en la playa del istmo de Corinto.
Fue promotor de la navegación y el comercio, pero también avaro y mentiroso. Recurrió a medios ilícitos, entre los que se contaba el asesinato de viajeros y caminantes, para incrementar su riqueza. Desde los tiempos de Homero, Sísifo tuvo fama de ser el más astuto y artero de los hombres, y así también es descrito como «fértil en recursos».

## El castigo de Sísifo

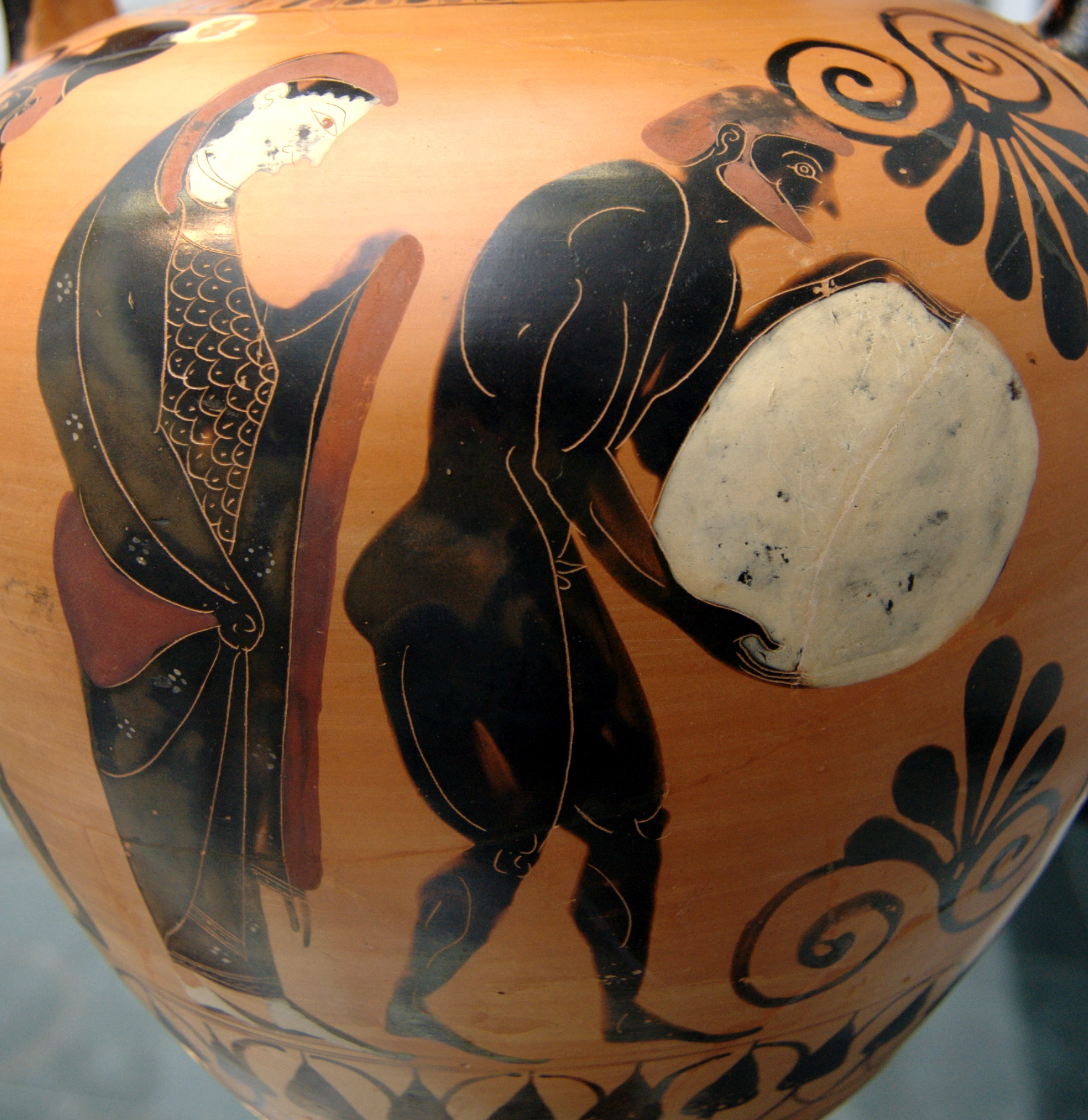
Ánfora griega de Perséfone y Sísifo empujando su roca en el inframundo.

El motivo del castigo al que fue sometido Sísifo no es mencionado por Homero, pero otras fuentes indican que Sísifo había revelado al dios fluvial Asopo que el autor del rapto de su hija Egina había sido Zeus; o que el castigo había sido a causa de su impiedad; o bien se debió a su hábito de atacar y asesinar viajeros.
En el Sísifo fugitivo de Esquilo se nos cuenta que Zeus decide castigar a Sísifo por haber revelado el paradero de la ninfa Egina y envía a Tánato con la misión de arrastrar al indiscreto mortal al Hades. Pero el astuto Sísifo consigue engañar y apresar a Tánato, atando a la propia Muerte con lazos de acero. Como resultado, durante el tiempo que Tánato está apresado nadie podía morir. Zeus, preocupado, envía a Ares para que libere a Tánato y pueda llevarse a Sísifo consigo. Antes de morir, el avispado mortal encarga a su esposa que no le tribute ninguna honra fúnebre. Una vez en presencia de Hades, el artero Sísifo se lamenta de que su mujer no le ha sepultado de acuerdo con la costumbre y suplica a Hades que le permita regresar a la tierra para reprender su conducta. Hades accede y Sísifo, por supuesto, incumple su palabra y no regresa al lnframundo. Al cabo de los años, Sísifo fallece de muerte natural y debe retomar, quiera o no, dar cuentas ante Hades de su conducta.
En el inframundo, Sísifo fue obligado a cumplir su castigo, que consistía en empujar una piedra enorme cuesta arriba por una ladera empinada, pero antes de que alcanzase la cima de la colina la piedra siempre rodaba hacia abajo, y Sísifo tenía que empezar de nuevo desde el principio, una y otra vez. Así se cuenta en la Odisea. También se dice que aún viejo y ciego seguiría con su castigo. Este asunto fue un tema frecuente en los escritores antiguos, y fue representado por el pintor Polignoto en sus frescos sobre la Nekyia, en la galería pública o lesque de Delfos.

## Teoría solar
De acuerdo con la teoría solar, Sísifo es el disco del sol que sale cada mañana y después se hunde bajo el horizonte. Otros ven en él una personificación de las olas subiendo hasta cierta altura y entonces cayendo bruscamente, o del traicionero mar. Welcker ha sugerido que la leyenda fuera un símbolo de la vana lucha del hombre por alcanzar la sabiduría. Salomón Reinach sitúa el origen de la historia en una pintura en la que Sísifo era representado subiendo una enorme piedra por el Acrocorinto, símbolo del trabajo y el talento involucrado en la construcción del Sisífeo. Cuando se hizo una distinción entre las almas del infierno, se supuso que Sísifo estaba empujando perpetuamente la piedra cuesta arriba como castigo por alguna ofensa cometida en la Tierra, y se inventaron varias razones para explicarla.

## Otras interpretaciones

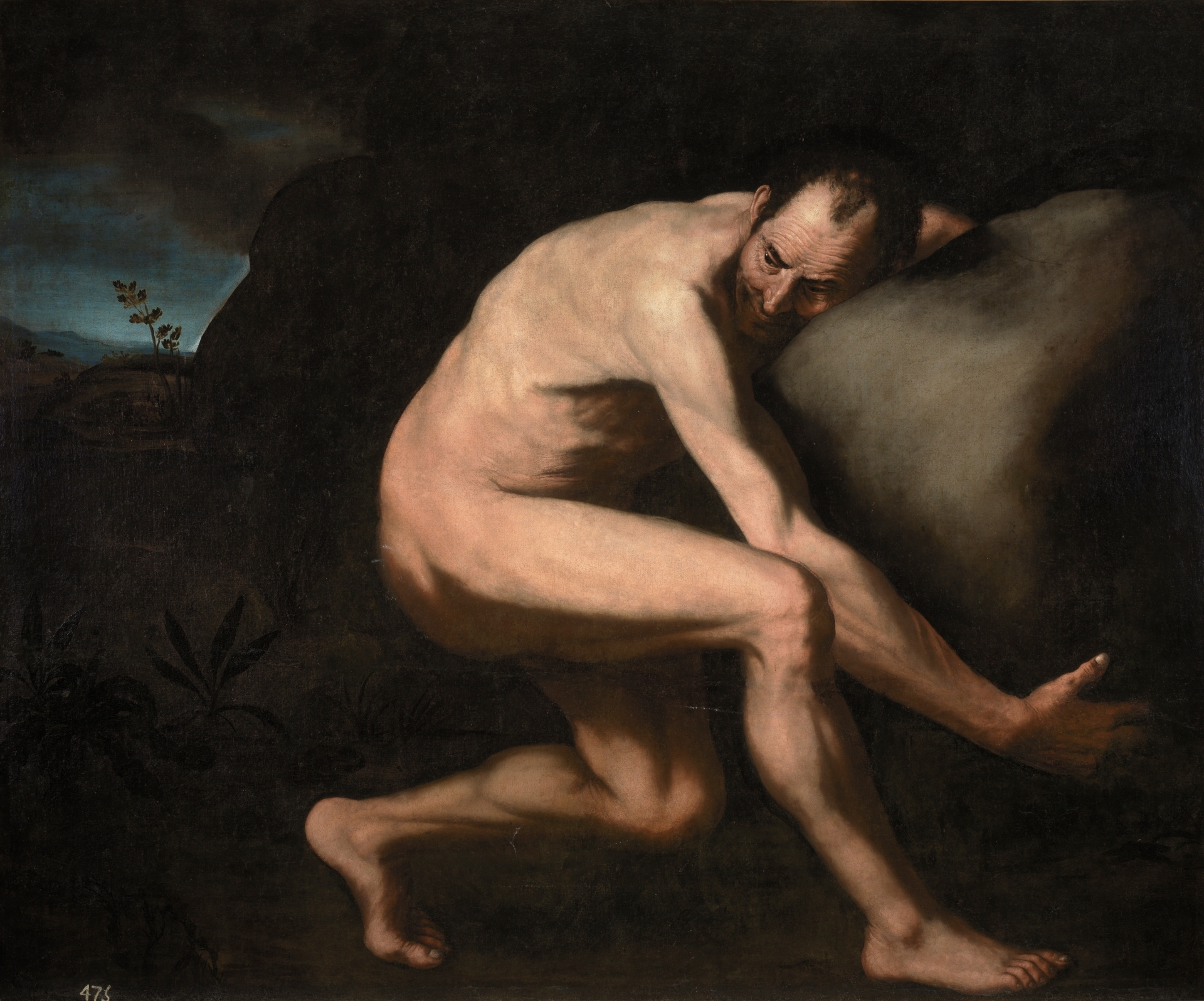
Sísifo: copia del original de José de Ribera (Museo del Prado).

En el siglo I a. C., Lucrecio interpretó el mito como los políticos que aspiran a un cargo, con la búsqueda del poder como una "cosa vacía", se asemeja a rodar la roca arriba del cerro. Albert Camus consideraba a Sísifo personificando el absurdo de la vida humana, pero concluye que «uno debe imaginar a Sísifo feliz», como «la lucha de sí mismo hacia las alturas es suficiente para llenar el corazón del hombre».  Camus menciona poéticamente que la razón de su castigo obedece a su ligereza con los dioses, revelando sus secretos y prefiriendo «la bendición del agua a los rayos celestes».